# Wereldkampioenschap schaken 2005 (FIDE)

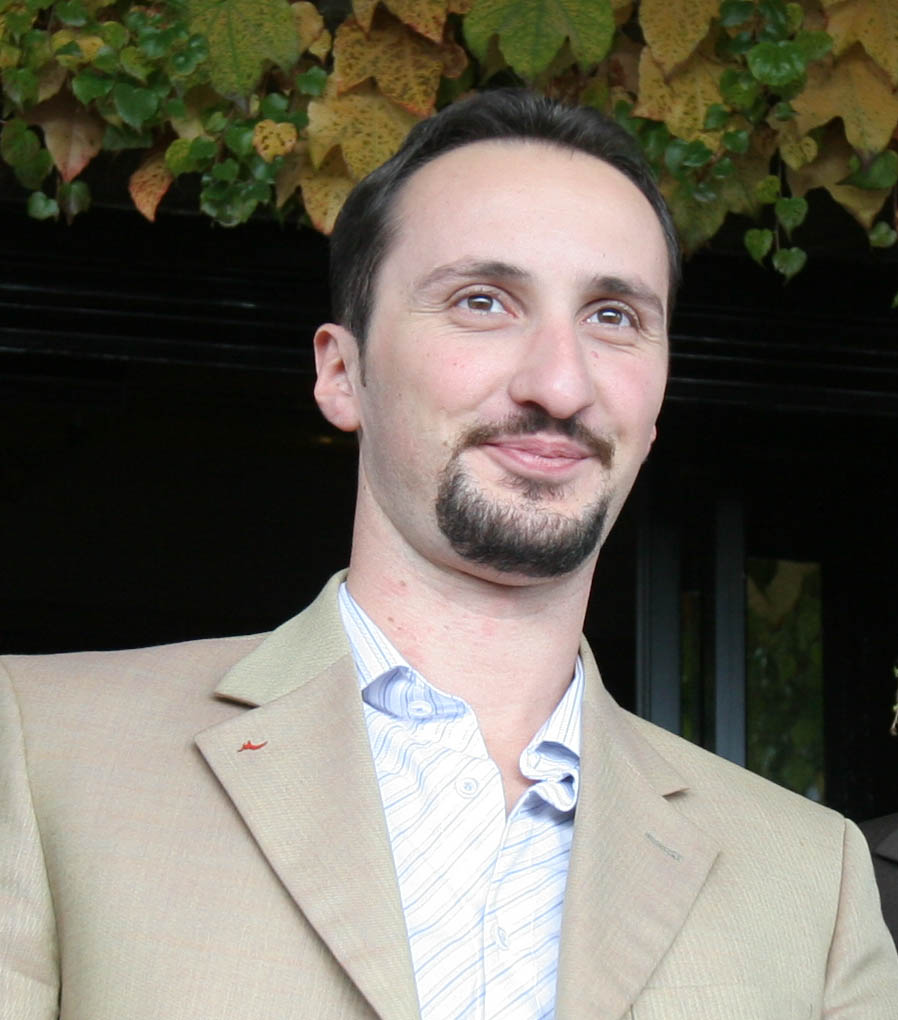
Veselin Topalov

Het Wereldkampioenschap schaken 2005 vond plaats van 27 september t/m 16 oktober 2005 in San Luis (Argentinië).
Het ging hier om het officiële, door de FIDE georganiseerde, wereldkampioenschap. Het was voor het eerst dat het kampioenschap werd verspeeld in de vorm van een dubbele achtkamp.
De volgende spelers werden uitgenodigd:
- Rustam Kasimdzjanov, de winnaar van het Wereldkampioenschap schaken 2004.
- Michael Adams, de verliezend finalist van datzelfde kampioenschap.
- Vladimir Kramnik, de regerende officieuze, of 'klassieke', wereldkampioen.
- Péter Lékó, uitdager van Kramnik in 2004.
- Garri Kasparov, Viswanathan Anand, Veselin Topalov en Aleksandr Morozevitsj als spelers met de hoogste gemiddelde FIDE-rating van juli 2004 tot januari 2005.

Kasparov, die al gestopt was met schaken, en Kramnik, die vond dat hij op grond van het Pact van Praag recht had op een match met de FIDE-wereldkampioen, weigerden mee te doen. Ze werden vervangen door de twee volgende op rating, te weten Peter Svidler en Judit Polgár.
Het toernooi kende geen erg spannend verloop. Topalov scoorde 6½ uit 7 in de eerste helft en had daarna aan remises genoeg om de titel veilig te stellen. De gedetailleerde uitslagen waren:
|   |              | 1   | 2   | 3   | 4   | 5   | 6   | 7   | 8   |    |
| 1 | Topalov      | * * | 1 ½ | ½ ½ | 1 ½ | 1 ½ | 1 ½ | 1 ½ | 1 ½ | 10 |
| 2 | Svidler      | 0 ½ | * * | ½ ½ | 1 ½ | 1 1 | ½ ½ | ½ ½ | 1 ½ | 8½ |
| 3 | Anand        | ½ ½ | ½ ½ | * * | 0 ½ | ½ 1 | 0 1 | 1 ½ | 1 1 | 8½ |
| 4 | Morozevich   | 0 ½ | 0 0 | 1 ½ | * * | ½ 1 | ½ 1 | ½ ½ | ½ ½ | 7  |
| 5 | Leko         | 0 ½ | 0 ½ | ½ 0 | ½ 0 | * * | ½ 1 | 1 ½ | 1 ½ | 6½ |
| 6 | Kasimdzjanov | 0 ½ | ½ ½ | 1 0 | ½ 0 | ½ 0 | * * | ½ ½ | 0 1 | 5½ |
| 7 | Adams        | 0 ½ | ½ ½ | 0 ½ | 0 ½ | ½ ½ | ½ ½ | * * | ½ ½ | 5½ |
| 8 | Polgar       | 0 ½ | 0 ½ | 0 0 | 0 ½ | 0 ½ | 1 0 | ½ ½ | * * | 4½ |